# Alewife (MBTA-Station)
Alewife ist der Name einer U-Bahn-Station der Massachusetts Bay Transportation Authority (MBTA) in Cambridge im Bundesstaat Massachusetts der Vereinigten Staaten. Sie ist nördlicher Endbahnhof der U-Bahn-Linie Red Line. Die Station wurde nach dem Flusshering (engl. Alewife) benannt, der in den Gewässern des nahegelegenen Schutzgebiets Alewife Brook Reservation vorkommt.

## Geschichte
Die Station wurde am 30. März 1985 eröffnet. Die Bostoner Verkehrsplaner hatten in den 1970er Jahren ursprünglich vorgesehen, auf der Streckenführung der Massachusetts Route 128 einen sog. Inner Belt Expressway zu errichten. Die Massachusetts Route 2 wurde daher achtspurig angelegt und führt vom Alewife Brook Parkway durch Cambridge und Somerville zum Inner Belt. Dieser wurde jedoch nie gebaut, und so war die Route 2 nicht viel mehr als eine sehr breite Straße mit verhältnismäßig wenig Verkehrsaufkommen. Mit der westlichen Erweiterung der Red Line wurde am Ende dieser Straße die Endstation mit einem großen Parkhaus angelegt, um wenigstens auf diese Weise von der im Übermaß vorhandenen Straßenkapazität zu profitieren. Im Laufe der Zeit entwickelte sich um die ehemals eher einsam gelegene Station ein eigenes Viertel mit Hochhäusern und Bürogebäuden, so dass auch die Route 2 mehr genutzt wird als noch vor einigen Jahren.

## Bahnanlagen

### Gleis-, Signal- und Sicherungsanlagen
Der U-Bahnhof verfügt über insgesamt zwei Gleise, die über einen Mittelbahnsteig zugänglich sind.

### Gebäude
Der U-Bahnhof befindet sich an der Adresse 11 Cambridgepark West und ist vollständig barrierefrei zugänglich. Anders als in den meisten anderen Stationen der MBTA wird für die Beschriftungen innerhalb des Gebäudes anstelle von Helvetica die Schriftart Eurostile verwendet.
Im Rahmen des Programms Arts on the Line wurden in der Station sechs Kunstwerke installiert:
- Eine 3 Acres (12.000 m²) große künstliche Landschaft mit Teich und Granitblöcken von Richard Fleischner
- Insgesamt 200 ft (61 m) hellblaue Fliesen mit abstrakten Motiven von David Davidson
- Das Mural „Alewife Cows“ von Joel Janowitz zeigt einen falschen, gemalten Ausgang mit Blick auf eine Weide mit grasenden Kühen
- Zwei als Sitzbänke nutzbare Skulpturen von William Keyser, Jr.
- Das Kunstwerk „The End of the Red Line“ von Alejandro und Moira Sina besteht aus 1.000 Neonröhren, die über einem der Gleise unter der Decke angebracht sind
- 100 quadratische, im gesamten Gebäude verteilten Fliesen mit Motiven von Pflanzen und Tieren des Alewife Brook Reservation von Nancy Webb

## Umfeld

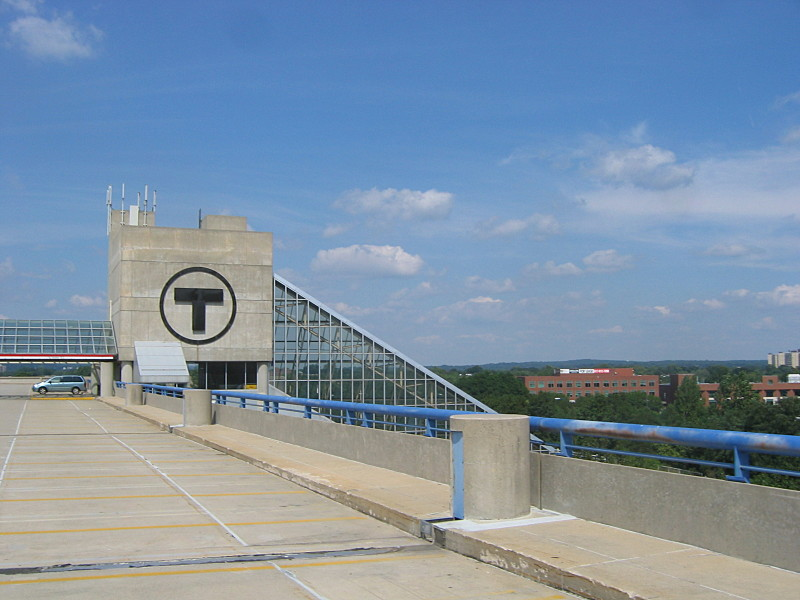
Zugang zur Station vom obersten Parkdeck aus

An der Station besteht eine Anbindung an acht Buslinien der MBTA, Buslinien von World Wide Bus mit Ziel New York City sowie an drei Shuttlebuslinien des Route 128 Business Council, die Unternehmen an den Routen 2 und 128 anfahren. Darüber hinaus stehen 2.733 kostenpflichtige Park-and-ride-Parkplätze sowie 500 Fahrrad-Abstellplätze (davon 300 in abgeschlossenen Bereichen) zur Verfügung.
In unmittelbarer Umgebung der Station befinden sich die Schutzgebiete Alewife Brook Reservation und Fresh Pond sowie der Minuteman Bikeway.